# Pseudaphronella jactator
Pseudaphronella jactator is een halfvleugelig insect uit de familie Aphrophoridae. De wetenschappelijke naam van deze soort is voor het eerst geldig gepubliceerd in 1879 door White.